# جاتيو
جاتيو (بالإيطالية: Gatteo)‏ هي بلدية في مقاطعة فورلي تشيزينا في إقليم إميليا رومانيا الإيطالي.

## السكان
في سنة 1861 بلغ عدد السكان 2٬943 نسمة، وتطور العدد ليصل في سنة 2011 لـ 8٬910 نسمة.
يظهر هذا المخطط البياني تطور النمو السكاني لـ جاتيو

## أعلام
- نيكولا كومبيديلي
- لوكا باسيوني